# Bãi Thám Hiểm
Bãi Thám Hiểm (bãi Thám Hiểm: tiếng Anh: Investigator Shoal; tiếng Filipino: Pawikan; tiếng Mã Lai: Terumbu Peninjau; tiếng Trung: 榆亚暗沙; bính âm: Yúyà ànshā; Hán-Việt: Du Á ám sa) là một rạn san hô vòng lớn thuộc cụm An Bang (cụm Thám Hiểm) của quần đảo Trường Sa.
Bãi Thám Hiểm là đối tượng tranh chấp giữa Việt Nam, Đài Loan, Malaysia, Philippines và Trung Quốc. Malaysia chiếm đóng rạn vòng này từ năm 1999 đến nay và đồn trú trên một tiền đồn gọi là Trạm Papa.

## Đặc điểm
Có chiều dài tính theo trục đông-tây là 18 hải lý (33,3 km) và chiều rộng là 8 hải lý (14,8 km). Tổng diện tích đạt 205 km². Trong khi phần phía tây của rạn vòng có dáng thon hẹp thì phần phía đông lại nở rộng và có một vụng biển sâu tối thiểu 45 m. Vành san hô chỉ khô cạn (khi thủy triều xuống) tại một số nơi (chủ yếu là tại phần phía đông) trong khi những vùng còn lại thì nằm sâu từ 5,5 đến 18,3 m dưới mặt biển.
Một số rạn san hô thuộc vành san hô của bãi Thám Hiểm đã được đặt tên là đá Sâu, đá Gia Hội và đá Gia Phú.

## Lịch sử
Tháng 9 năm 1983, Malaysia chính thức tuyên bố quyết định chiếm bãi ngầm James, đá Hoa Lau, bãi Thám Hiểm, đá Kỳ Vân và xem chúng là một phần của "vùng kinh tế biển" theo cách gọi của nước này.
Tháng 6 năm 1999, Malaysia chiếm bãi Thám Hiểm. Hải quân nước này xậy dựng một tiền đồn có tên là Trạm Papa.

## Hình ảnh
| đá Sâu đá Gia Hội đá Gia Phú Ảnh vệ tinh chụp bãi Thám Hiểm (nguồn: NASA). Từ trái sang phải lần lượt là ba rạn san hô mang tên đá Sâu, đá Gia Hội và đá Gia Phú. Chúng có chung một rạn san hô vòng. |